# Desporto de alta competição
Desporto de alta competição é a prática desportiva que, inserida no desporto de rendimento, corresponde à evidência de talentos e de vocações de mérito desportivo excepcional, aferindo-se os resultados desportivos por padrões internacionais, sendo a respectiva carreira orientada para o êxito na ordem desportiva internacional.

## Definição
O conceito de desporto de alta competição está relacionado com um elevado cariz de selecção, rigor e exigência e por isso apenas alguns dos melhores praticantes se encontram abrangidos por este nível de prática desportiva.
A inclusão de praticantes desportivos no regime de alta competição depende do mérito das classificações e resultados desportivos alcançados no plano internacional.
O desporto de alta competição como paradigma da excelência da prática desportiva é reconhecido como factor importante do desenvolvimento desportivo pois fomenta a sua generalização. Para além de gozar de um invulgar impacto no plano social, gera um interesse e entusiasmo pelo desporto mesmo enquanto actividade de recreação, particularmente entre a juventude, o que acaba por contribuir para a prática desportiva. Por outro lado, o desenvolvimento da sociedade leva o comum cidadão a aproximar-se da actividade desportiva, sendo este cada vez mais um factor cultural.